# Agata Kornhauser-Duda
Agata Kornhauser-Dudaⓘ (ur. 2 kwietnia 1972 w Krakowie) – polska germanistka, pedagog. Pierwsza dama Rzeczypospolitej Polskiej w latach 2015–2025 jako żona prezydenta Rzeczypospolitej Polskiej Andrzeja Dudy.

## Życiorys
Jest córką Juliana Kornhausera (ur. 1946), poety, krytyka literackiego, tłumacza i Alicji Wojny-Kornhauser, z wykształcenia polonistki. Jej młodszym bratem jest Jakub Kornhauser, pracownik naukowy Uniwersytetu Jagiellońskiego, tłumacz i poeta.
W 1991 została absolwentką I Liceum Ogólnokształcącego im. Bartłomieja Nowodworskiego w Krakowie. W 1997 ukończyła studia na kierunku filologii germańskiej na Wydziale Filologicznym Uniwersytetu Jagiellońskiego; pracę magisterską napisała na temat tetralogii Horsta Bienka. Po studiach pracowała w prywatnej firmie, a w 1998 została nauczycielką języka niemieckiego w II Liceum Ogólnokształcącym im. Króla Jana III Sobieskiego w Krakowie. Do końca roku szkolnego 2014/2015 pracowała w liceum w Krakowie.
21 grudnia 1994 wyszła za mąż za Andrzeja Dudę, z którym ma córkę Kingę (ur. 1995). Andrzej Duda wygrał wybory prezydenckie z 24 maja 2015 w drugiej turze, uzyskując 51,55% głosów ważnych (8 630 627 głosów). W wyniku zaprzysiężenia jej męża na urząd prezydenta RP 6 sierpnia 2015 została pierwszą damą.   
Podczas dwóch kadencji Andrzeja Dudy wzięła udział w 3646 aktywnościach. Inicjowała oraz uczestniczyła w 1026 wydarzeniach, w tym w 791 indywidualnie, a 235 wspólnie z prezydentem (907 miało miejsce w kraju, a 119 za granicą), objęła patronatem co najmniej 717 inicjatyw społecznych i edukacyjnych oraz wsparła 463 akcje charytatywne. Jej działalność jako pierwszej damy koncentrowała się głównie wokół tematów związanych z edukacją, niepełnosprawnościami, seniorami i wolontariatem. Jako pierwsza dama rzadko zabierała głos w kwestiach społeczno-politycznych, przez co bywała nazywana przez media milczącą pierwszą damą.  

## Odznaczenia i wyróżnienia
- Wielka Wstęga Orderu Leopolda – 2015, Belgia[15]
- Krzyż Wielki Orderu Zasługi – 2016, Norwegia[16]
- Krzyż Wielki Orderu Białej Róży – 2017, Finlandia[17]
- Order Zasługi Republiki Włoskiej I Klasy – 2023, Włochy[18][19]
- Wielki Krzyż Orderu Makariosa III(inne języki) – 2021, Cypr[20]
- Krzyż Wielki Orderu Witolda Wielkiego – 2023, Litwa[21]
- Order Zasługi Służby Dyplomatycznej I Klasy II Stopnia (Medal Gwanghwa) – 2023, Korea Południowa[22][23]
- Order Księżnej Olgi I klasy – 2023, Ukraina[24]
- Krzyż Wielki Orderu pro Merito Melitensi – Klasa Specjalna – 2025, SMOM[25]
- Krzyż Wielki Orderu Krzyża Ziemi Maryjnej – 2025, Estonia[26]
- Medal Świętego Brata Alberta za rok 2017[27]
- Honorowa członkini Stowarzyszenia „Rodzina Wojskowa” (2020)[28]